# 증권감독원
증권감독원(證券監督院)은 '증권거래법'에 의거하여 유가증권의 공정한 거래를 위해 설립된 무자본 특수법인이다. 1977년 2월에 설립되었다.

## 개요
정책의결기구로 증권관리위원회가 있고, 자문기구로는 외부감사심의위원회를 두고 있다. 주요 업무와 기능으로 유가증권의 원활한 유통과 발행, 자금조달의 촉진, 공정거래의 감독 등을 하며, 또한 증권회사와 관계기관의 업무감독과 검사, 상장법인과 등록법인의 재무관리 지도, 기업회계제도의 운영과 공인회계사 감사의 감리, 자본시장 육성정책의 연구 및 조사 등의 업무도 맡고 있다.   기타 정부대행업무와 정부로부터 위임받은 업무도 수행한다. 원장 1명, 부원장 2명, 이내를 두고 있으며, 재무부장관의 지휘를 받는다.  통화금융기관은 중앙은행인 한국은행과 요구불예금업무를 취급하는 예금은행을 통화금융기관이라 하는데, 이는 이들이 모두 통화의 발행에 관계되는 금융기관이기 때문이다. 즉, 통화는 현금과 요구불예금을 합한 것이므로 현금통화를 발행하는 중앙은행과 요구불예금 업무를 취급하는 예금은행을 합하여 통화금융기관이라고 한다.  한국은행은 한국은행법에 의해 설립된 무자본 특수법인으로 국민경제발전을 위한 통화가치의 안정, 은행신용제도의 건전화와 그 기능향상에 의한 경제발전과 국가자원의 유효한 이용을 주요목적으로 한다.  예금은행은 주로 요구불예금의 수입에 의해 획득한 자본과 자본금, 1년 이상의 기한부예금 또는 채권발행에 의하여 획득한 자금을 대출하는 업무를 위주로 하는 법인이다.  한편 비통화금융기관은 요구불예금 업무를 취급하지 않기 때문에 예금통화를 창출하지 못하는 금융기관들을 비통화금융기관 또는 제2금융권 금융기관이라고 한다.  비통화금융기관은 사채시장의 자금을 공식적인 금융시장으로 흡수하기 위하여 1972년 8·3조치로 정부에 의해 육성된 것이다. 이에 따라 은행에 비하여 경영이 자유롭고 은행금리보다 높은 예금금리를 적용하여 영업을 한다.